# کارآگاه شمسی و دستیارش مادام
کارآگاه شمسی و دستیارش مادام یک مجموعه تلویزیونی ایرانی است که در سیزده قسمت و در سال ۱۳۸۰ برای نخستین بار از شبکهٔ تهران پخش شد. کارگردان این مجموعهٔ تلویزیونی مرضیه برومند است و خانم‌ها پری امیرحمزه و لوریک میناسیان در این مجموعه تلویزیونی نقش شخصیت‌های اصلی را بازی می‌کنند. زبان مجموعه تلویزیونی فارسی است، اما در طول مجموعه تلویزیونی گفتگوهای مادام با برخی دوستانش به ویژه در قسمت «میهمان سیاهپوش»، به زبان ارمنی انجام می‌شود.

## داستان
این مجموعه روایتگر داستان دو خانم دوست و همسایه به نام‌های شمسی و مادام است. شمسی زنی باهوش، کنجکاو، کم حوصله و تندمزاج است که علاقهٔ زیادی به رمان‌ها و مجموعه تلویزیونی‌های پلیسی، به‌خصوص پوآرو دارد و این موضوع باعث می‌شود که مسائل دوستان و اهالی محله را پیگیری کرده و گره از مشکل آن‌ها بگشاید. در مقابل، صاحبخانه و همسایهٔ ارمنی شمسی، مادام رزا، پیرزنی آرام، ساده، خوشدل و محافظه‌کار است که اگرچه معمولاً از ماجراجویی‌های بی‌پایان شمسی به تنگ می‌آید، اما همواره او را برای رسیدن به نتیجه همراهی می‌کند و گاهی تقابل این دو شخصیت، موقعیت‌ها و دیالوگ‌های کمیک می‌آفریند. تفاوت مذهب و زبان مانعی برای نزدیکی و صمیمیت شمسی و مادام نیست و زندگی آن‌ها با هم درآمیخته و به شدّت به یکدیگر وابسته‌اند. با وجود اینکه هر دو در ابتدای پیری قرار دارند و از راه بافتن بافتنی زندگی خود را می‌گذرانند، امّا کنجکاوی شمسی، پای این زوج کارآگاهی را به ماجراهای جدید می‌کشاند و یکنواختی زندگیشان را برهم می‌زند. علاوه بر مادام، علیرضا، خواهرزاده شمسی که راننده آژانس است و سرهنگ گلچهره کارمند بازنشسته پلیس آگاهی، نیز علی‌رغم میل خود، کاراگاه شمسی را در تعقیب مظنونان همراهی می‌کنند. وبگاه آی فیلم

## بازیگران
بازیگران این مجموعه عبارتند از:
- پری امیرحمزه در نقش شمسی
- لوریک میناسیان در نقش مادام
- امیرحسین صدیق در نقش علیرضا، خواهر زادهٔ شمسی
- سروش خلیلی در نقش سرهنگ گل‌چهره

بجز بازیگران ثابت، در هر قسمت مجموعه تلویزیونی چند بازیگر میهمان متناسب با موضوع داستان به ایفای نقش می‌پردازند که از میان آن‌ها می‌توان به هنرمندانی چون مریم امیرجلالی، اکبر قدمی, ساحره متین، پروین میکده, ژاله صامتی، سیامک انصاری، افسانه چهره‌آزاد، محسن قاضی مرادی، مهوش وقاری، ابراهیم شیبانی، فرخ‌لقا هوشمند، مریم سعادت، لیلی رشیدی، محمدرضا نوروز, کاوه سماک باشی, رضا کرم رضایی, محمود بصیری, ژانت وسکانیان, شمسی فضل‌الهی، پرستو گلستانی، گیتی معینی، فلامک جنیدی، داریوش اسدزاده، فاطمه دانش زاد، فهیمه راستکار،  شبنم طلوعی، فرشید زارعی فرد اشاره کرد.

## قسمت‌ها
قسمت‌های این مجموعهٔ تلویزیونی به ترتیب پخش و داستان هر قسمت عبارتند از:
- 1. دزد سر عقد
  2. قاتل پیرزن خفه‌کن
  3. ژاکتی با یک آستین
  4. قطره قطره جمع گردد
  5. روح سرگردان
  6. عشق پیری
  7. مهمان سیاه پوش
  8. گروگان
  9. کلیه الماس (قسمت اول)
  10. کلیه الماس (قسمت دوم)
  11. شاخه گلی برای شمسی
  12. زنی با دو چهره (قسمت اول)
  13. زنی با دو چهره (قسمت دوم)

البته مانند دیگر آثار سیزده قسمتی مرضیه برومند، یکی از قسمت‌ها از مجموعهٔ ارائه شده توسط شرکت سروش که شامل دوازده سی دی می‌شود جا مانده‌است. در این قسمت (عشق پیری)، شمسی به رضا کرم‌رضایی که نقش پیرمردی پولدار، منزوی و بداخلاق را بازی می‌کند کمک می‌کند تا توطئهٔ همسر جوان و خدمتکار خانه برای تصاحب اموالش را خنثی کند. در مجموعهٔ سروش، ترتیب عددی قسمت‌ها نیز رعایت نشده. برای مثال، شماره‌های چهار و پنج به دو قسمت پایانی مجموعه تلویزیونی، یعنی داستان «زنی با دو چهره» تعلق گرفته و گذار به پشت دوربین و خداحافظی عوامل فیلمبرداری در میانهٔ مجموعه تلویزیونی را بی‌معنی می‌کند.